# Marc Cerboni
Marc Cerboni   (Niça, 20 d'octubre de 1955 - Sant Estève de Tinèa, 2 de desembre de 1990) fou un tirador d'esgrima francès, especialista en floret, guanyador d'una medalla olímpica.
El 1984 va prendre part en els Jocs Olímpics d'Estiu de Los Angeles, on guanyà la medalla de bronze en la prova del floret per equips del programa d'esgrima.
El 2024 la seva família va donar la medalla olímpica al Museu Nacional de l'Esport de Niça.